# Bateau à vapeur

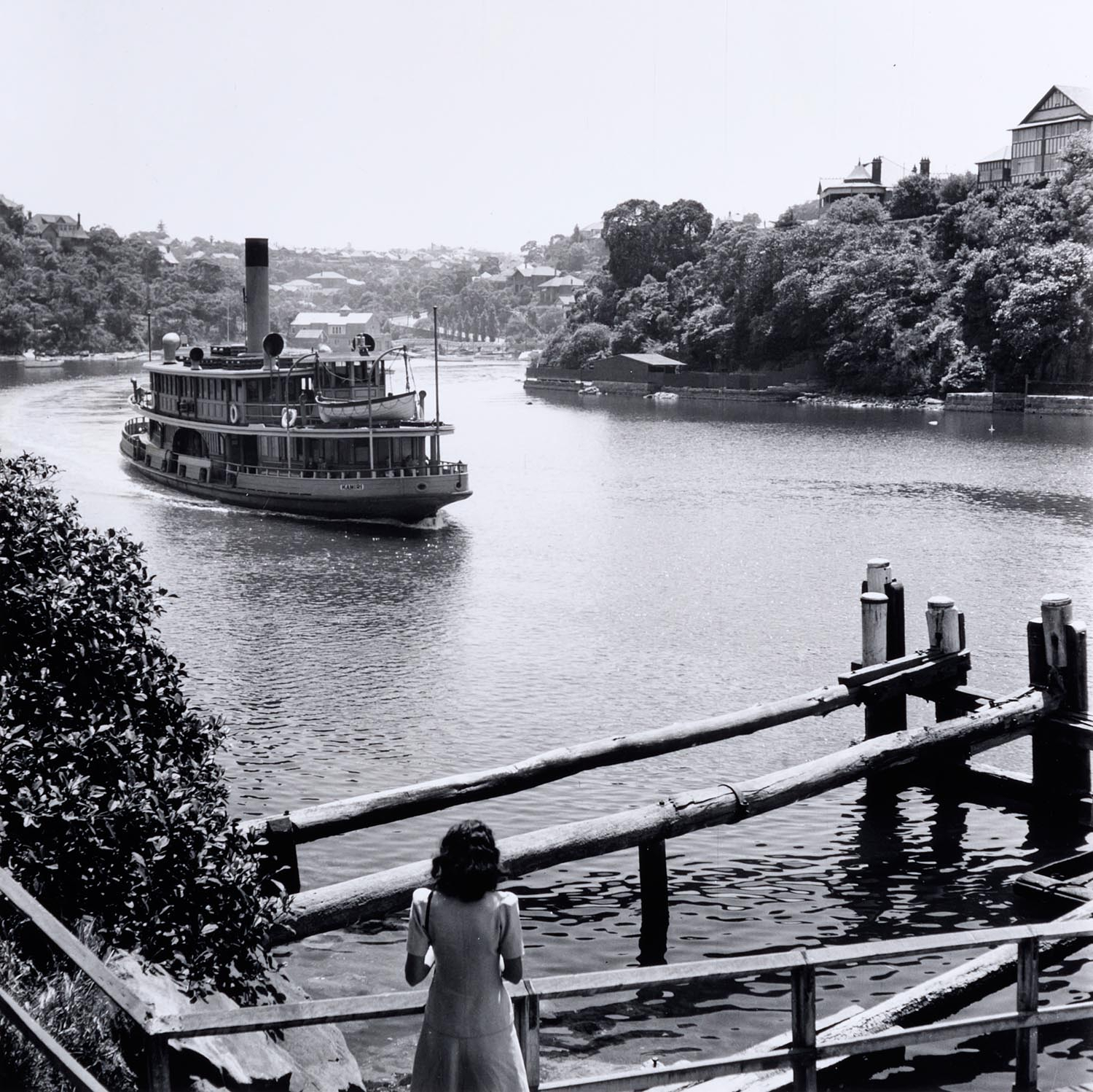
Ferry de Sydney à vapeur, en 1946. Des ferrys circulent dans le port de Sydney depuis plus de 200 ans ; leur propulsion a ainsi évolué avec le temps.

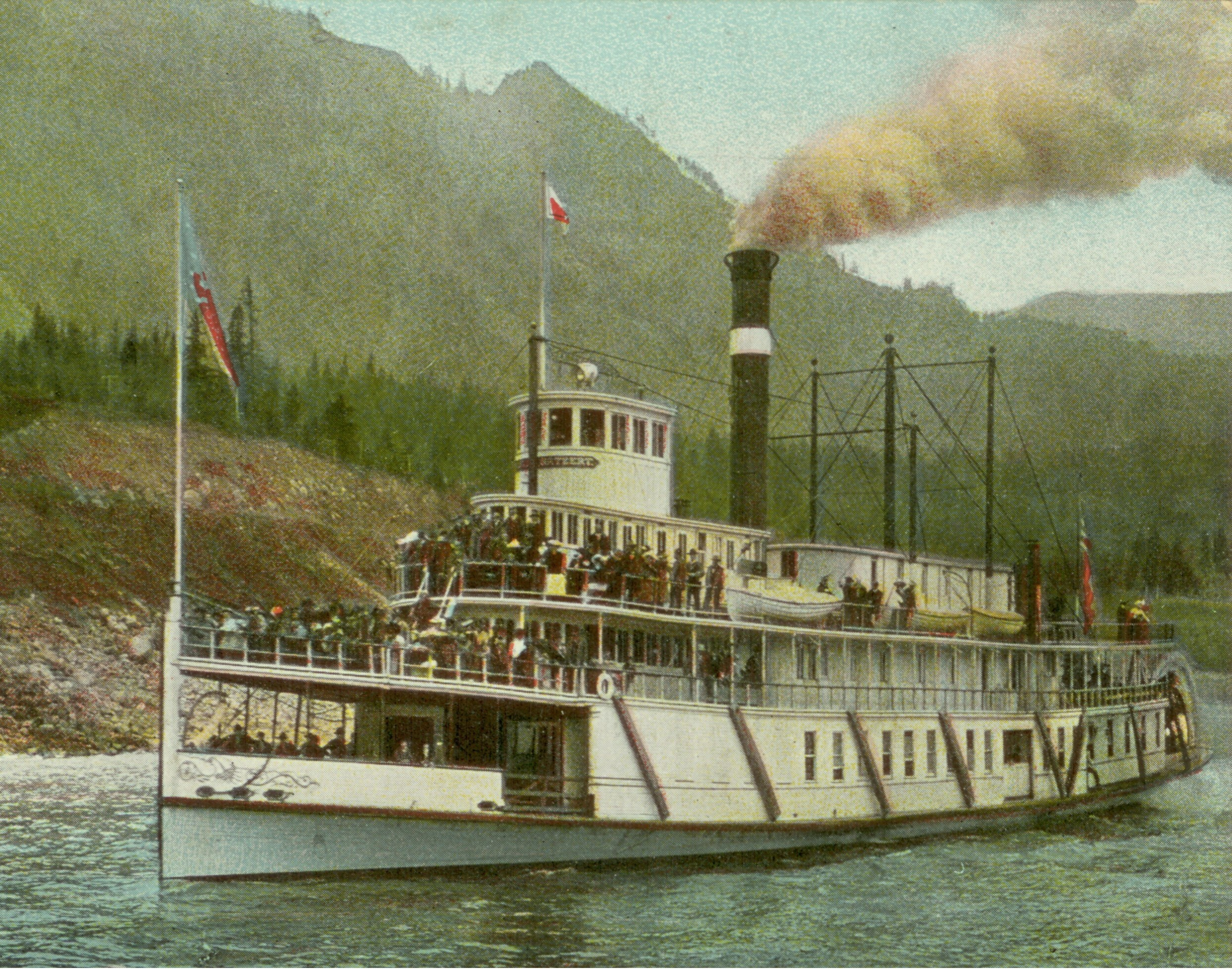
Bailey Gatzert, bateau à vapeur du fleuve Columbia, vu près de Cascade Locks (Oregon), en 1910.

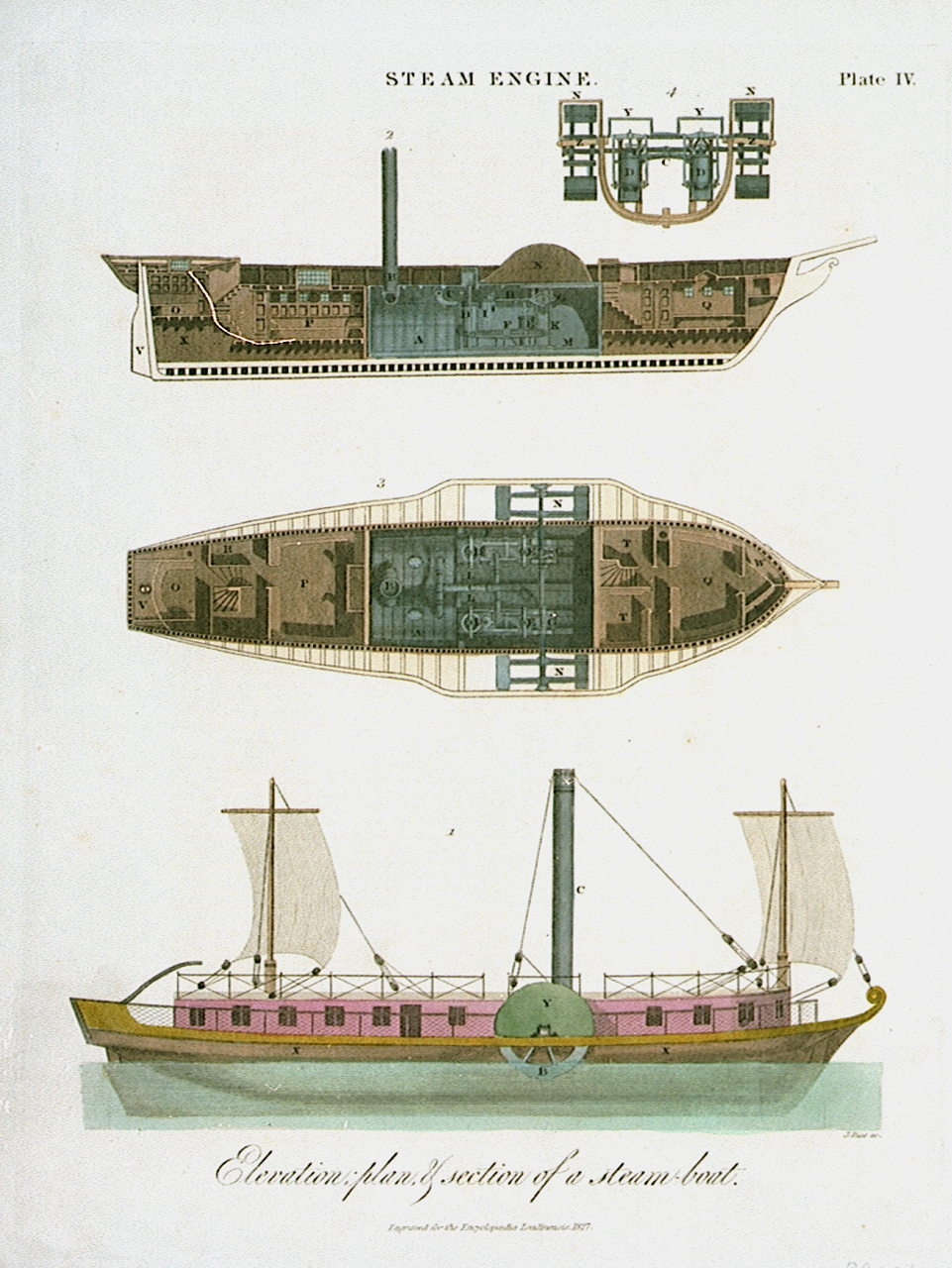
Gravure de l'élévation du plan et de la section d'un bateau à vapeur, 1827.

Un bateau à vapeur, parfois simplement appelé vapeur, est un type de navire généralement apte à la navigation en haute mer/trans-océanique, qui est propulsé par une ou plusieurs machines à vapeur et qui se déplace grâce à la rotation d'hélices ou de roues à aubes. Le premier vapeur est réellement entré en activité au début des années 1800 ; cependant, quelques précurseurs existaient déjà. Beaucoup des vapeurs étant issus des marines américaines et britanniques, ils utilisent le préfixe « PS » (vapeurs à aubes, de l'anglais : paddle ship) ou « SS » (vapeurs à vis, de l'anglais screw steamer). Avec la disparition des navires à roues à aubes, le préfixe « SS » a par la suite désigné les vapeurs au sens large (steam ship). 
L’autonomie des navires à vapeur vis-à-vis des vents dominants a permis l'ouverture de nouvelles routes de commerce. Le vapeur a été décrit comme un « acteur majeur de la première vague de commerce de la mondialisation (1870-1913) » et contribue à « une augmentation sans précédent du commerce international dans l'histoire de l'humanité ».
Les plus grands navires au monde ont été mus par des machines à vapeur (le Pierre Guillaumat, le Seawise Giant). Les sous-marins nucléaires utilisent également des générateurs de vapeur et turbines à vapeur. 

## Historique
Blasco de Garay dès 1543 aurait proposé à Charles Quint de construire un navire fonctionnant sans voiles et sans avirons, mû à l'aide d'une chaudière remplie d'eau bouillante et de roues appliquées au flanc du navire et marchant  telles des rames.
Denis Papin a l'idée en 1695 d'appliquer la vapeur à la navigation mais il faut attendre le XVIIIe siècle pour voir les premières expériences : Jonathan Hulls (en) (1736), Claude François Joseph d'Auxiron et Charles-François Monnin de Follenay (1774), sont les pionniers.
Au XVIIIe siècle, le vapeur français le Palmipède de Claude de Jouffroy d'Abbans qui navigua sur le Doubs en 1776 fut une des toutes premières versions de bateau à vapeur. À la même époque, de plus petits navires sont conçus pour le transport dans les régions insulaires : les premiers steamboats voyaient le jour.
Avec la maîtrise de la technologie de la vapeur, les machines à vapeur ont été montées sur des navires plus grands capables de naviguer en haute mer. Devenant fiables, et propulsés par des hélices plutôt que par des roues à aubes, la technologie changea la conception des navires afin de rendre la propulsion plus rapide et plus économique.
L'utilisation des roues à aubes comme système de propulsion standard devint la norme sur les premiers navires (voir bateau à aubes). C'était un système efficace dans des conditions idéales, mais qui souffrait de graves inconvénients. La roue à aubes obtenait de brillants résultats quand elle fonctionnait à une certaine profondeur, cependant, la profondeur du navire changeant avec son chargement, les performances du système diminuaient de manière importante. En quelques décennies, la popularisation de la navigation des bateaux à aubes sur rivières et canaux permit le développement des premiers transatlantiques. Le premier bateau à vapeur à sortir en mer fut l'Experiment de Richard Wright, un ancien lougre français qui navigua de Leeds à Yarmouth, en juillet 1813,.
Le premier vapeur de métal à prendre la mer fut l'Aaron Manby (116 tonnes) construit en 1821 par Aaron Manby à la forge de Horseley qui traversa la Manche et atteignit Paris, le 22 juin 1822. Transportant des passagers et du fret, elle atteint une vitesse moyenne de 8 nœuds (14,8 km/h).

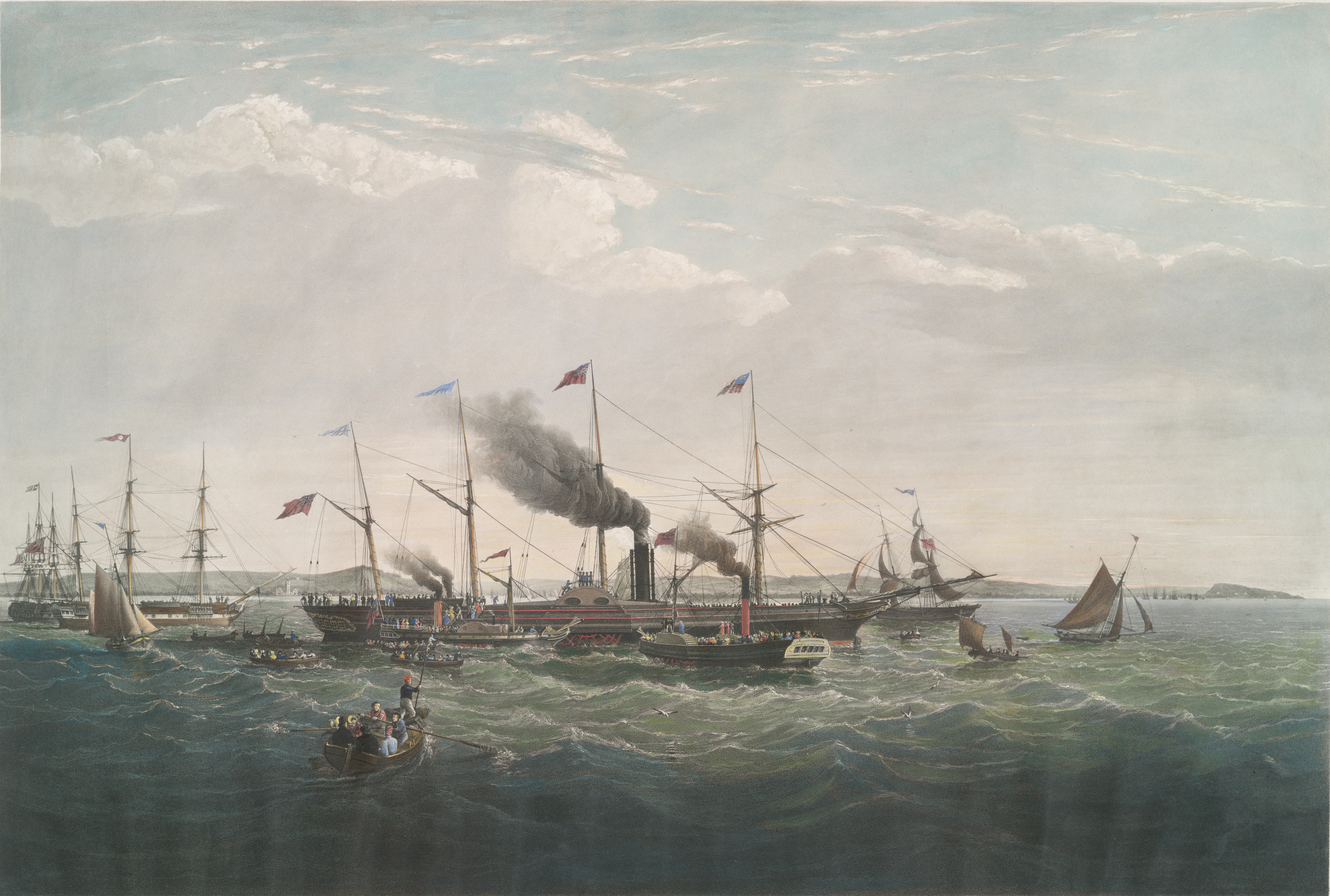
Le vapeur, le premier vapeur transatlantique construit à cet effet, lors de son voyage inaugural en 1838.

Le vaisseau américain SS Savannah fut le premier à traverser l'océan Atlantique, bien que la plupart du voyage ait été effectué à la voile.
Le premier vapeur à faire le voyage à la puissance de la vapeur fut le navire néerlandais Curaçao (bois, 438 tonnes) construit à Douvres et alimenté par deux moteurs de 50 chevaux, qui relia Hellevoetsluis, près de Rotterdam (le 26 avril 1827) à Paramaribo, au Suriname , (le 24 mai 1827).
Le premier bateau à vapeur construit pour des liaisons régulières transatlantiques fut le navire britannique SS Great Western construit par Isambard Kingdom Brunel , en 1838, qui inaugura l'ère des paquebots transatlantiques.
Le SS Archimède, construit en Grande-Bretagne, en 1839, par Francis Pettit Smith, fut le premier navire à hélice propulsé à la vapeur conçu pour la haute mer. Il eut une influence considérable sur les développements suivants en encourageant l'adoption de l'hélice et de la vis de propulsion par la Royal Navy en plus de son influence sur les navires de commerce.
La premier navire à vis introduit aux États-Unis était un navire construit par Thomas Clyde (fondateur de la Clyde Steamship Company) mis à flot en 1844.

## Navigation intérieure

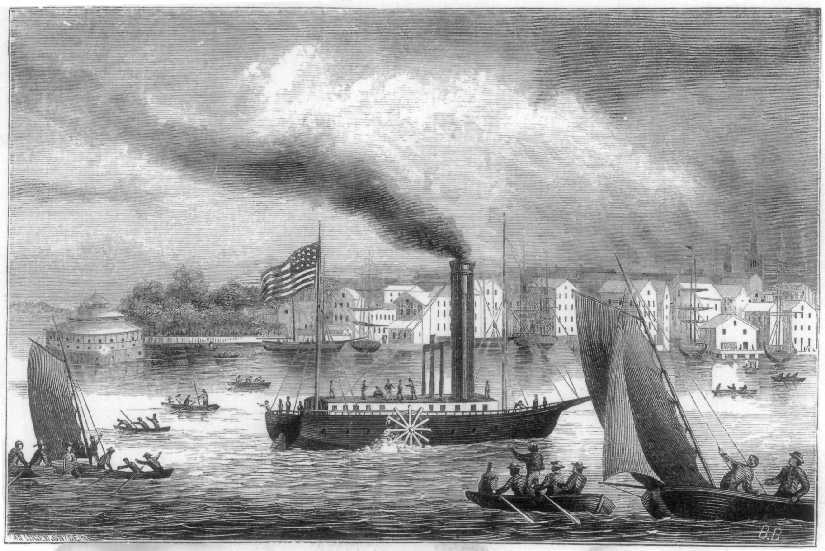
Le Clermont de Robert Fulton.

En France, Claude François Jouffroy d'Abbans fit fonctionner un bateau à vapeur à aubes mais qui, lors des premiers essais, était trop lent pour naviguer sur une rivière. En 1783, grâce à de nouvelles pales, le pyroscaphe réalisé avec le concours d'Antoine Frerejean parvint à naviguer sur la Saône, près de Mâcon, pendant environ un quart d'heure, avant que la machine ne tombe en panne. Le 15 juillet 1783, le marquis de Jouffroy d'Abbans remonta, avec succès, à contre-courant la Saône à Lyon de la cathédrale Saint-Jean à l'île Barbe.
En 1784, James Rumsey (en) construisit un bateau propulsé par pompage (pump-driven boat (water-jet)) qui navigua à contre-courant sur la rivière Potomac en 1786. Il déposa un brevet dans l'État de Virginie. En Pennsylvanie, John Fitch, une connaissance de William Henry, fit un bateau à vapeur à pales en 1785. L'exploitant de scieries Samuel Morey remonta le Connecticut à bord d'un steamer de sa conception en 1797.
L'Américain Robert Fulton fut le premier à proposer en 1798 un modèle de sous-marin. Admirateur de la Révolution française, il était ensuite venu visiter la France. En 1802, à l'âge de 27 ans, il lança sur la Seine un chaland à vapeur. Sa démonstration ne suscita guère d'intérêt. Le 17 août 1807, Fulton ouvrit aux États-Unis la première ligne commerciale régulière à vapeur avec le Clermont entre New York et Albany, sur l'Hudson.
Au xixe siècle, de nombreuses compagnies tentèrent d'exploiter ces nouveaux moyens de transport sur les rivières françaises mais de nombreux accidents (explosions, incendies, naufrages…) tempérèrent l'expansion de la voie navigable. Une des dernières sur la Loire s'appelait ainsi, pour rassurer les clients, la compagnie des Inexplosibles. 21 bateaux de ce type furent construits et naviguèrent entre 1820 et 1840. Une réplique (non fonctionnelle) de ces bateaux a été construite (le no 22) et est amarrée depuis l'été 2007 sur le quai de Châtelet à Orléans. La construction des voies de chemin de fer précipita le déclin du trafic fluvial : cette révolution technique forme la trame du roman de Clavel, Le Seigneur du fleuve.
En Suisse, le Guillaume Tell est le premier bateau à vapeur (à coque en bois) lancé en 1823 sur le lac Léman, grâce à l’initiative du consul des États-Unis en France, Edward W. Church. Les premiers bateaux à vapeur et à coque en fer naviguent sur le lac de Neuchâtel dès 1834, sur celui de Thoune dès 1835, et sur celui des Quatre-Cantons dès 1837. Le bateau à vapeur Léman II, lui aussi à coque métallique, est lancé sur ce lac éponyme en 1838.
Les péniches et gabares, tractées avant par des animaux ou des hommes, ont été tirées pendant longtemps par des remorqueurs à vapeur, sur des « trains » qui pouvaient atteindre douze chalands. La relativement modeste puissance de ces bateaux obligeait les mariniers à des trésors d'anticipation dans la manœuvre, surtout en période de crue sur les fleuves. La plupart des remorqueurs ont été convertis au diesel au milieu du XXe siècle avant d'être remplacés par des pousseurs.
Le XIXe siècle a vu l'apparition des premiers automoteurs, chalands équipés de leur propre machine qui les rendaient complètement autonomes.
Aux États-Unis, la faiblesse du tirant d'eau dans certains endroits du Mississippi a entraîné la construction de bateaux à fonds plats, les steamboats mus par des roues à aubes qui ont été longtemps des moyens incontournables de transport de fret et de passagers sur ces fleuves.

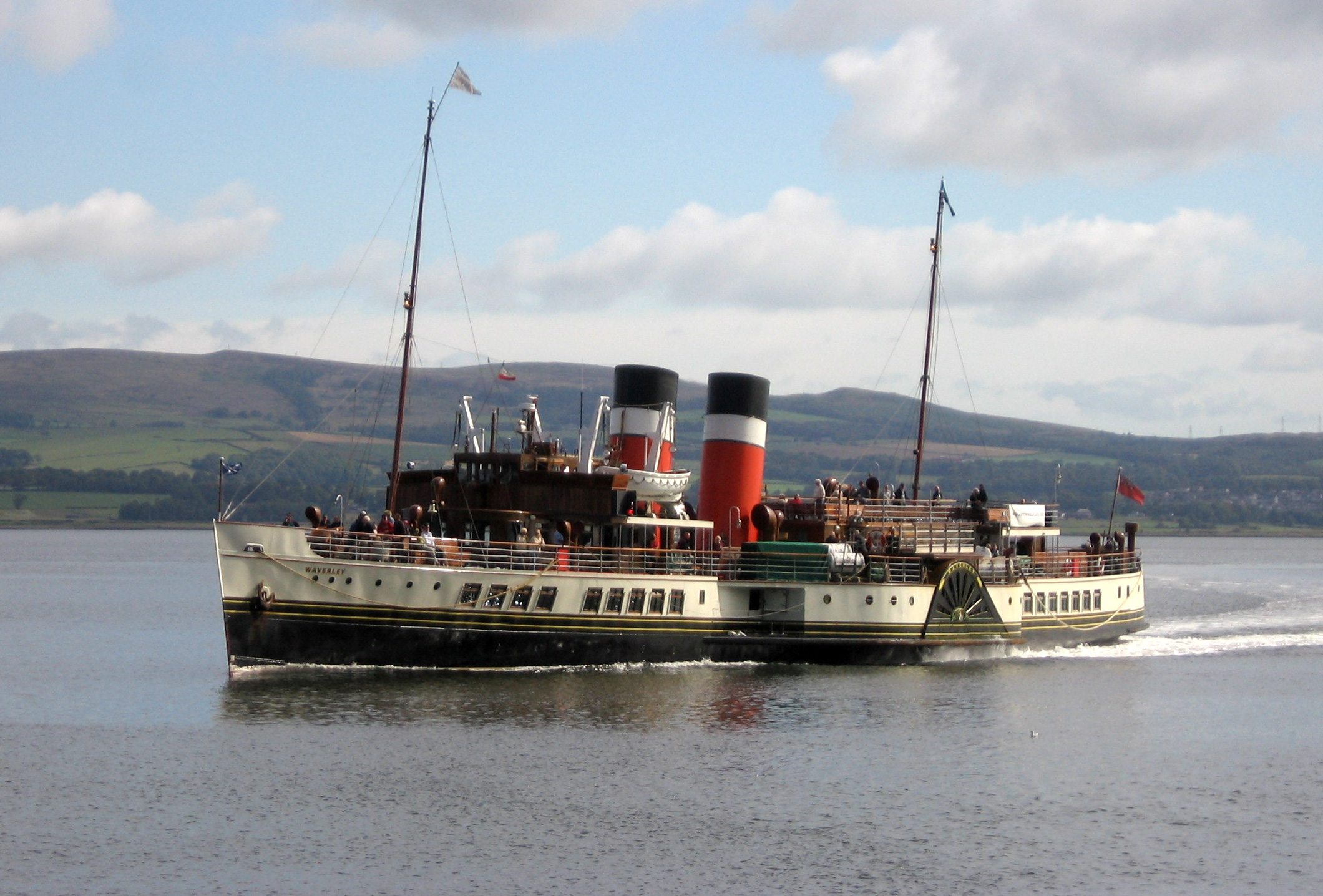
PS Waverley quittant Greenock en Écosse.
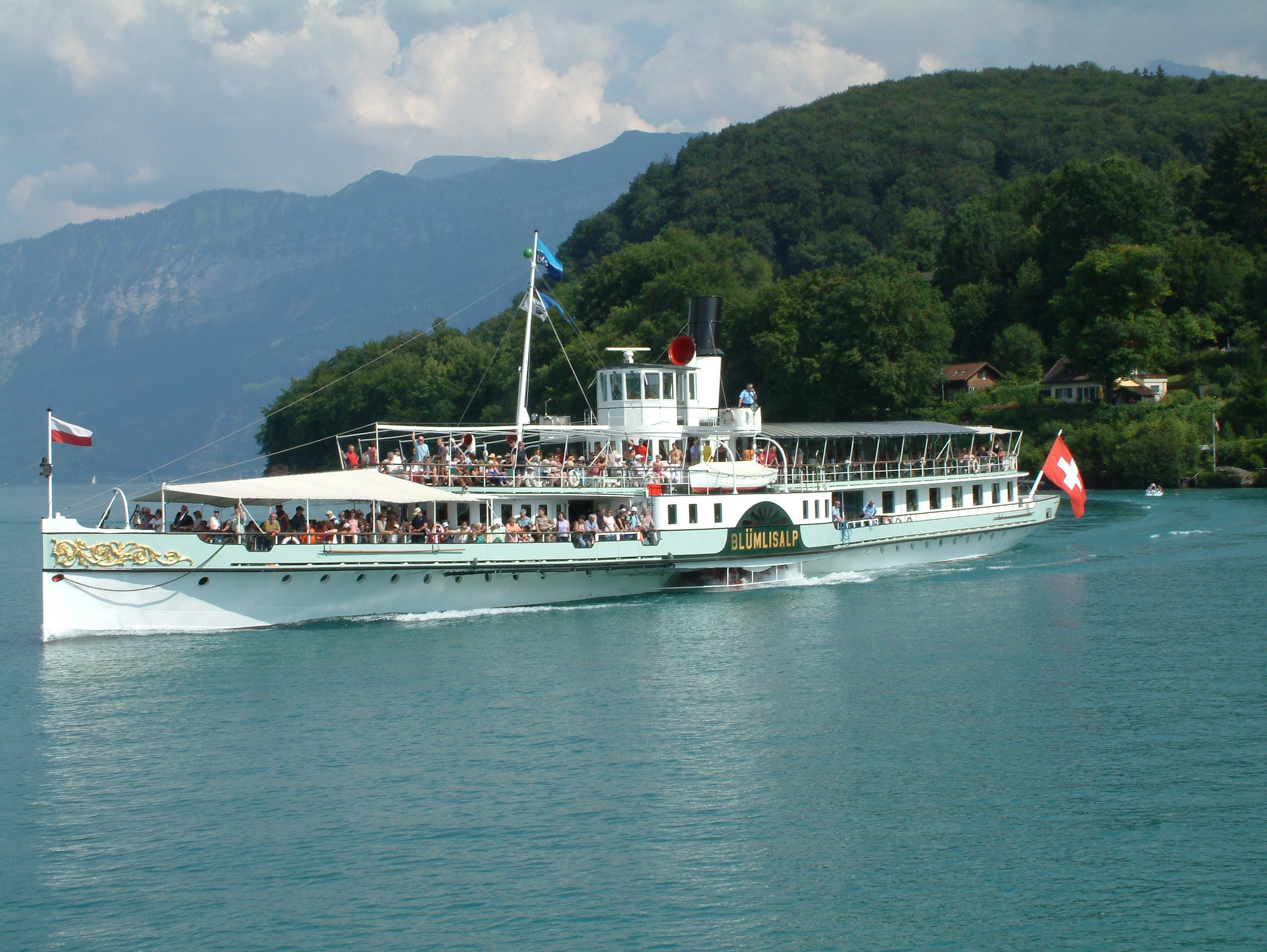
Le Blümlisalp sur le lac de Thoune.
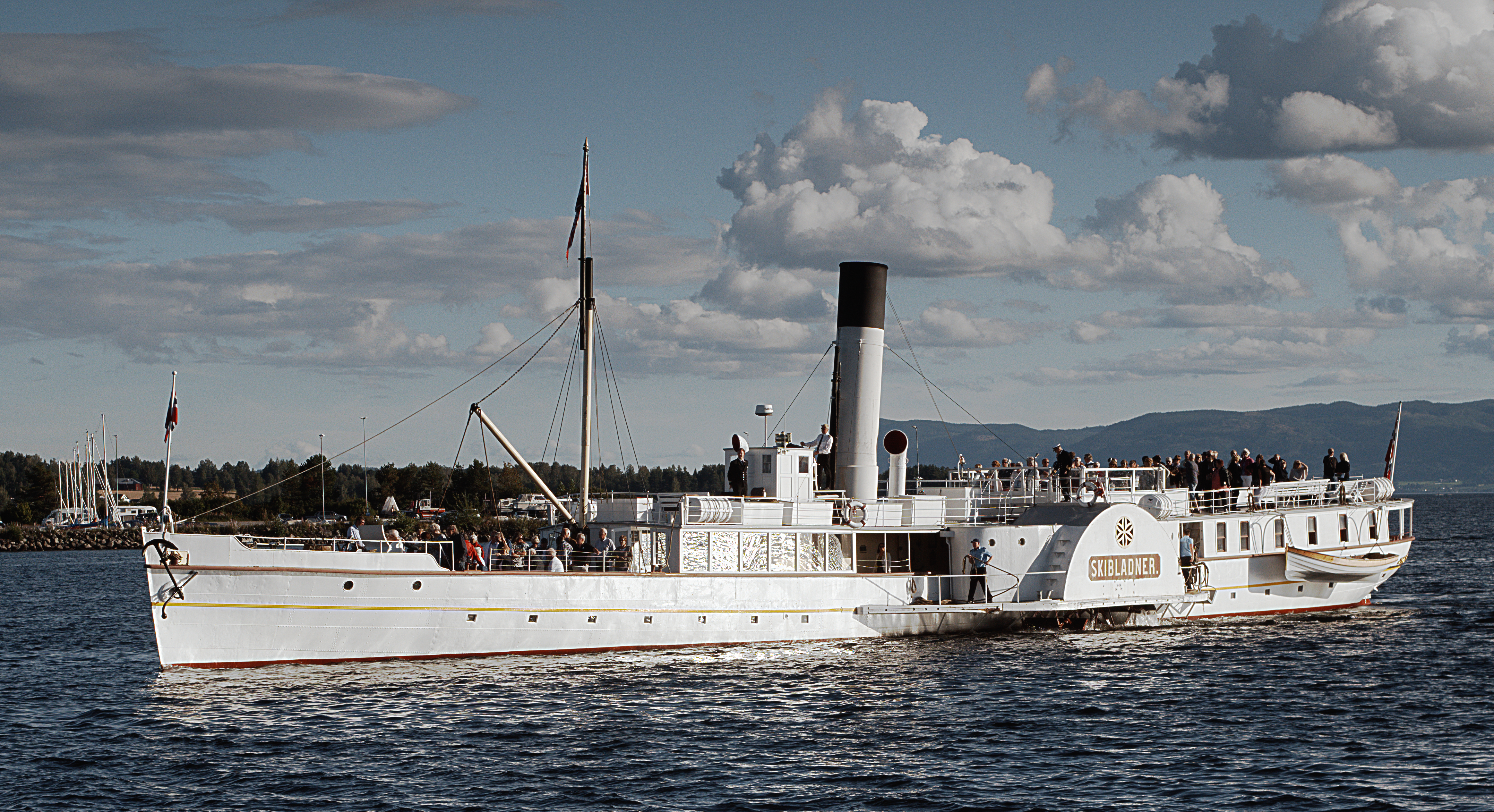
Le Skibladner à Hamar en Norvège en 2015.
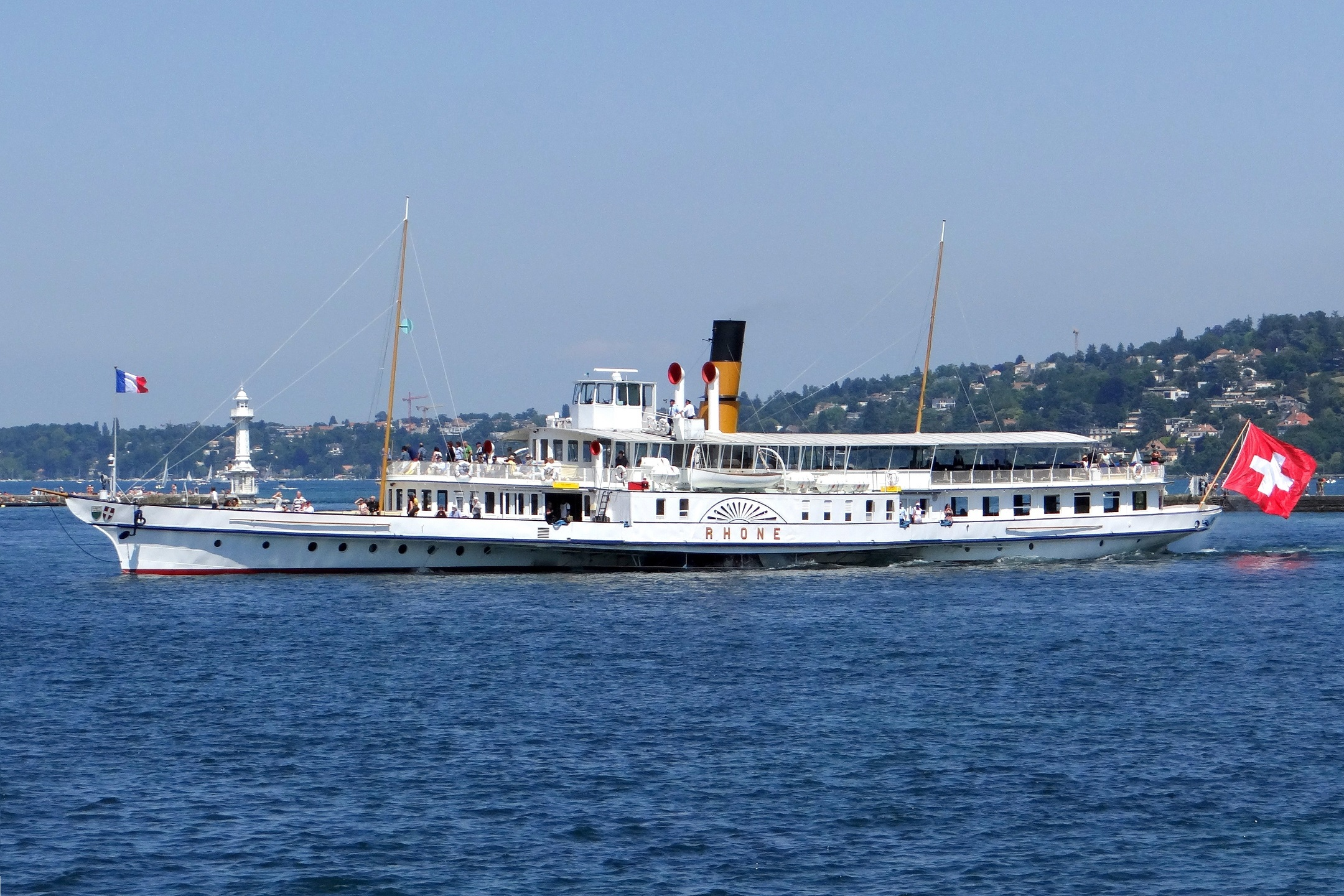
Le Rhône sur le lac Léman en 2013.

## Navires de haute mer

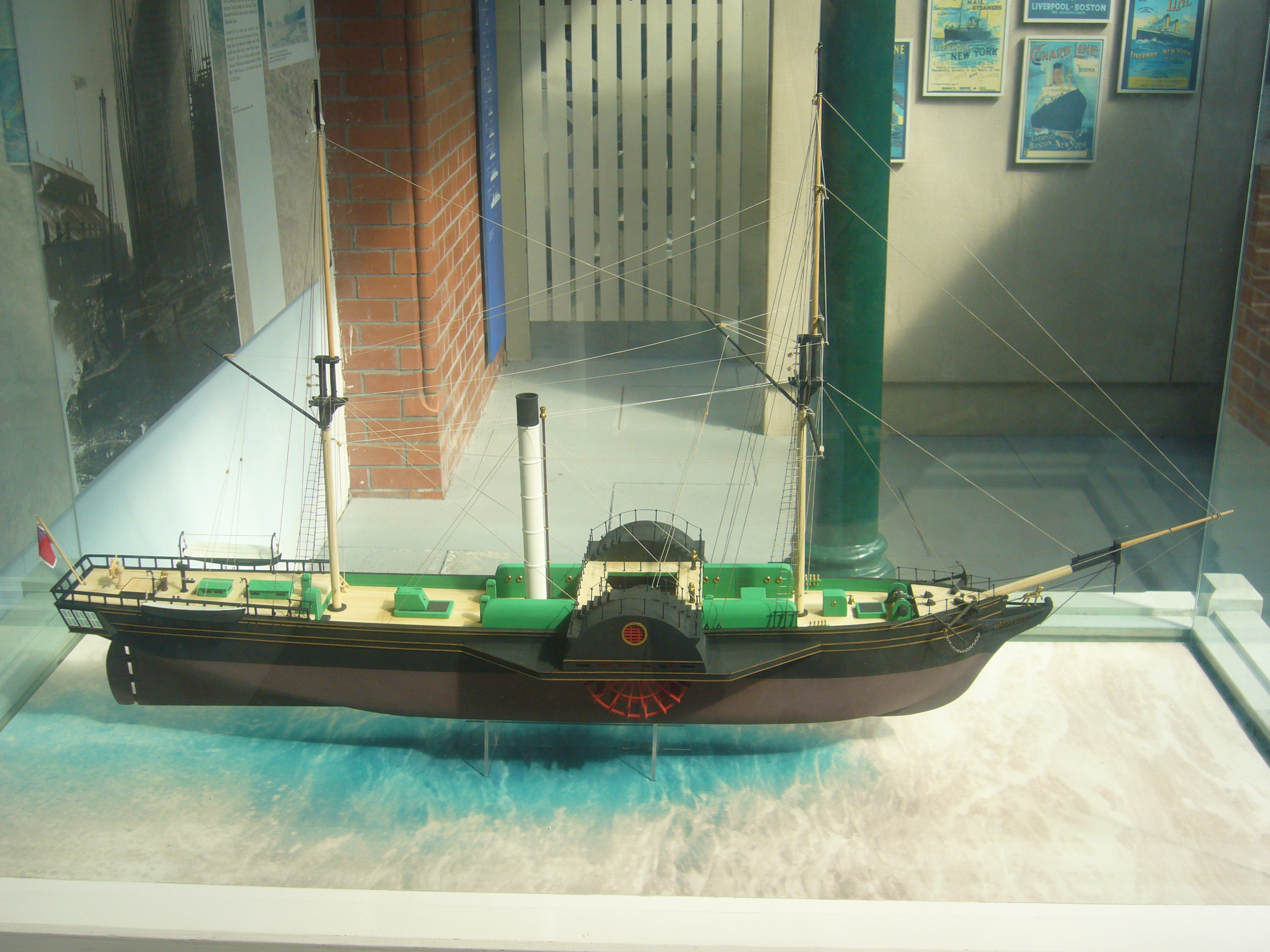
Reconstitution d'un bateau à vapeur de mer avec roues à aubes. Musée Héritage Centre à Cobh, Irlande.

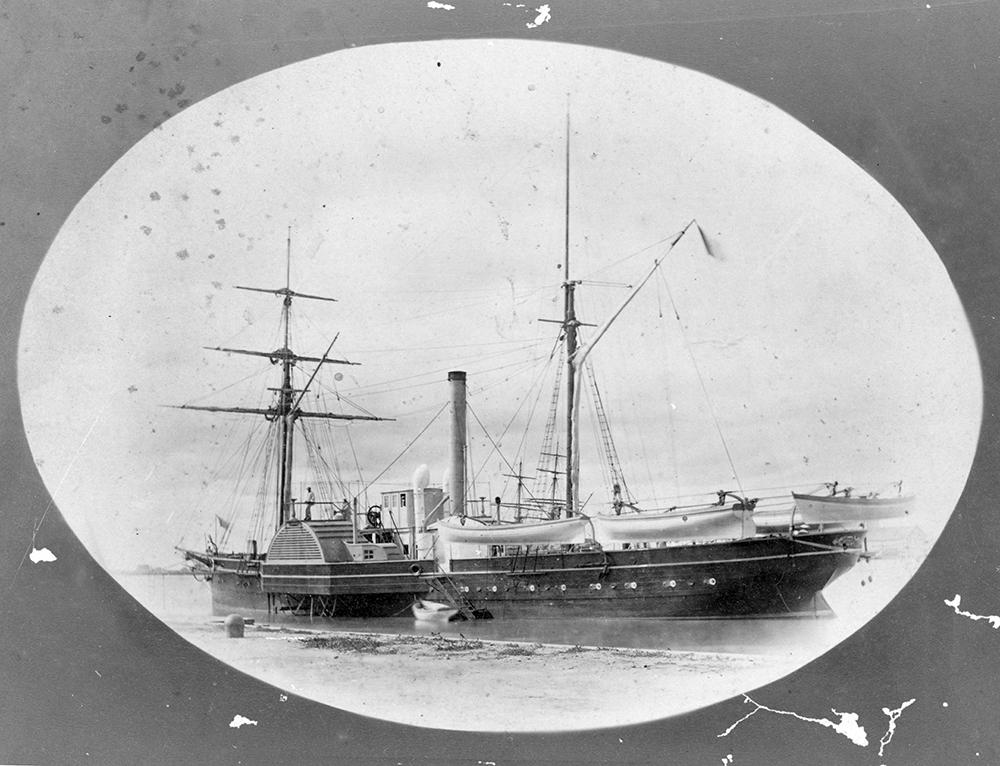
Bateau à vapeur de mer avec roues à aubes.

Les premiers navires de mer équipés de machines à vapeur furent des voiliers à peine modifiés. La propulsion par roue à aubes installées de part et d'autre du maître-couple des bateaux permit de ne rien changer aux lignes d'eau des voiliers, le poids de la machine étant compensé par une diminution du lest. Le rendement était si faible et les quantités de charbon nécessaires pour effectuer un long voyage tellement importantes que la machine n'était utilisée qu'à de courts moments, surtout comme appoint, pour traverser les calmes et faire route plus directement vers la destination en cas de vents contraires. Ces bateaux étaient alors des voiliers à moteur auxiliaire.
L'Anglais Henry Bell fut le premier à faire passer la navigation à vapeur des rivières à l'océan. En 1812, il fait naviguer sur la Clyde un bateau de 30 tonnes, la Comète, muni de roues à palettes latérales, puis, s'enhardissant, il le lança sur la mer et fit le tour des îles Britanniques.
Le premier navire à vapeur qui traversa la Manche fut l'Élise, un petit bâtiment de 16 m de long acquis à Londres par la Compagnie de navigation parisienne Pajol. Il relia Newhaven au Havre dans la nuit du 15 au 16 mars 1816 par des conditions de mer très difficiles.
En Italie, le premier bateau à vapeur fut le Ferdinand I, construit dans les chantiers napolitains de Vigliena. Il appareilla de Naples le 27 septembre 1818.
En mai-juin 1819, le Savannaha d'abord prévu comme navire à voile puis équipé d'une machine de 90 ch, effectua une première traversée de l'Atlantique partiellement à la vapeur. Il avait embarqué 75 tonnes de charbon et 25 tonnes de bois. Il poursuivit son périple jusqu'à Saint-Pétersbourg. Après son retour, la machine fut démontée.
Le navire Karteria, construit en Angleterre et incorporé dans la flotte grecque en 1826, fut le premier navire à vapeur impliqué dans un combat naval.
Le premier navire à vapeur de la Marine française fut le Sphinx, construit à l'Arsenal de Rochefort par l'ingénieur Jean-Baptiste Hubert. Achevé en 1833, il remorqua d'Égypte en 1833 le bateau le Louxor qui portait le fameux « obélisque de Louxor » installé depuis au centre de la place de la Concorde à Paris.
C'est à partir de 1837 que des navires purent effectuer la traversée de l'Atlantique tout entière sous vapeur. La durée passé alors de 35 jours à 18 jours (Sirius) ou 15 jours et 5 heures (Great Western).
Lorsqu'on installa les premières roues à aubes, le système de propulsion par hélice avait été étudié et avait connu quelques applications (mémoire de du Quet, 1729, sous-marin de David Bushnell en 1776, bateaux de Fitch en 1796, 1797, essais de Robert Fulton au Havre en 1800). Cependant, l'idée d'un rendement inférieur à celui de la roue à aubes qui prévalait alors donnait la préférence à cette dernière malgré ses inconvénients : fragilité des roues et mauvais comportement dans la houle, cible faciles pour aux artilleurs des bateaux de guerre. Toutefois, parallèlement aux travaux du Français Frédéric Sauvage (qui breveta le principe de l'hélice d'Archimède appliqué à la propulsion des navires le 28 mai 1832), les Anglais Smith et Rennie expérimentèrent dès 1838 différents types de spires sur une embarcation à vapeur, naturellement appelé l'Archimède.
L'année 1842 vit la mise en chantier de deux navires civils emblématiques : en France, le Napoléon, petit paquebot de 47 mètres équipé d'une machine de 120 ch, qui deviendra le Corse, construit au Havre par les chantiers Augustin Normand, et en Angleterre le Great-Britain, construit par Patterson. Par leurs performances, ces deux navires à hélices marquèrent un tournant dans l'histoire de la navigation à vapeur. À partir de cette date, l'hélice prit rapidement la place de la roue à aubes sur les navires de mer.
Libérés des épisodes peu ventés où ils n'avançaient guère lorsqu'ils ne restaient pas encalminés et du rallongement de la route qu'impose la navigation au près dans les vents contraires, les navires marchands purent prévoir leur temps de parcours avec une faible marge d'erreur. Les armateurs proposèrent alors des traversées à date régulière. Cette régularité leur permit d'augmenter le prix du fret et des billets des passagers, compensant ainsi le surcoût imposé par l'achat de charbon. Cependant, le transport des pondéreux, toujours très sensibles au coût du transport, demeura jusqu'à la Première Guerre mondiale l'apanage de grands voiliers.
Dans le domaine militaire, le navire de ligne Napoléon, conçu par l'ingénieur naval Dupuy de Lôme, lancé à l'arsenal de Toulon le 16 mai 1850, fut premier navire de ligne dont la machine devenait le mode principal de propulsion. La voile ne servait plus que d’appoint pour favoriser les performances et économiser le charbon lorsqu'elle le permettait. Il démontra la supériorité de son mode de propulsion pendant la guerre de Crimée.

## Machines auxiliaires
Le moteur à vapeur permit aussi l'implantation de machines auxiliaires qui alimentèrent en énergie de nombreux dispositifs manœuvrés à bras d'homme. Il était devenu possible d'appliquer une grande puissance au safran, aux cabestans, aux grues, aux pompes. Il rendit possible le chauffage de toutes les parties habitables, puis l'implantation de l'électricité. Il a modifié ainsi radicalement les conditions de vie à bord pour les équipages et les passagers. Il a largement contribué à l'augmentation de la dimension des navires dans lesquels il devenait possible de proposer des conditions de confort jusque-là inconnues en mer.

## Le déclin de la vapeur
Les navires à vapeur lancés en 1938, d'un tonnage de 1 152 543 tonneaux représentent 38 % du tonnage total lancé dans le monde.
Le déclin des vapeur a commencé après la Seconde Guerre mondiale. Beaucoup avaient été perdus durant la guerre. En outre, les moteurs diesel pour navires avaient atteint un niveau de développement suffisamment avancé  étaient désormais une alternative viable et économique à la puissance de la vapeur. Le moteur diesel présentait une bien meilleure efficacité thermique que les pistons de la machine à vapeur et était beaucoup plus facile à contrôler. Les moteurs Diesel avaient également besoin de beaucoup moins de supervision et d'entretien que les moteurs à vapeur et, comme les moteurs à combustion interne ne nécessitaient pas de chaudières et d'alimentation en eau, ils permettaient un important gain d'espace. Le chargement du combustible, liquide, est également plus facile et rapide que celui du charbon.

Exemples de bateaux à vapeur (White Star Line)
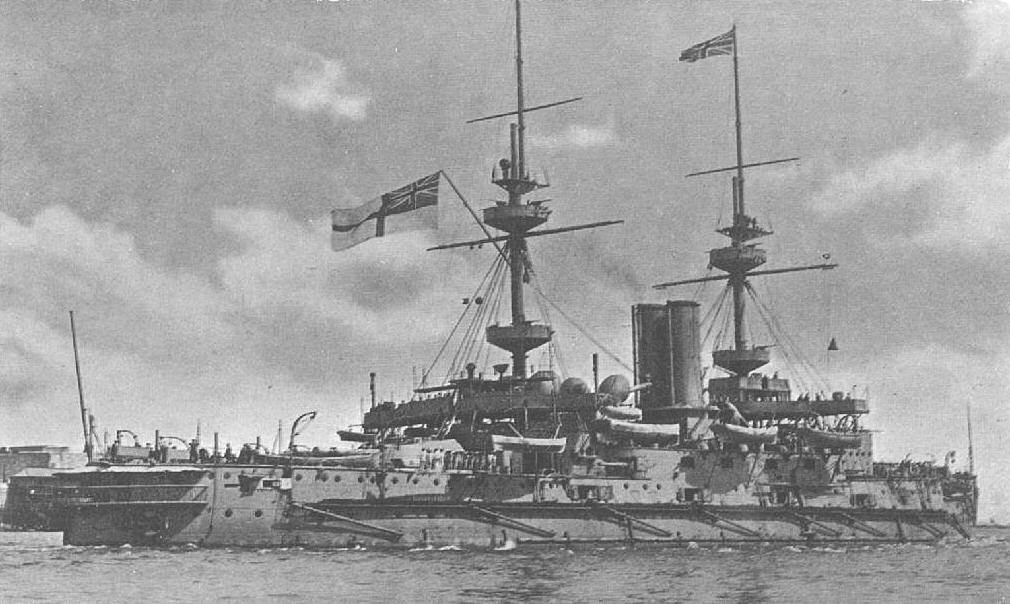
Le SS Majestic (1889 - 1914).
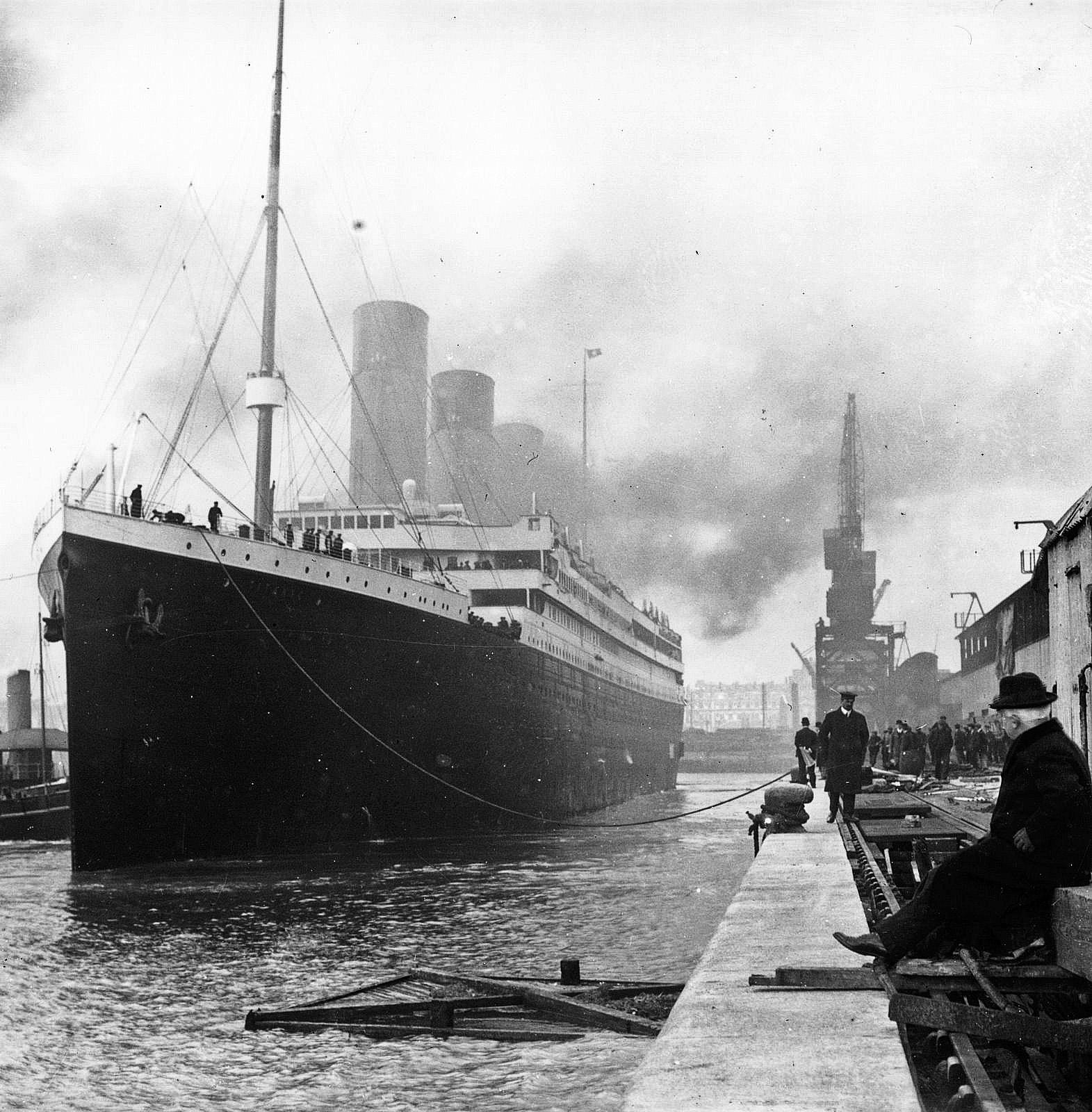
Le Titanic (1907 - 1912).